# Бабушкински район
Бабушкински район е административен район на Североизточен окръг в Москва. Населението на района към 1 януари 2018 г. е 88 296 души.